# Puente ferroviario de Cairo
El puente ferroviario de Cairo (Cairo Rail Bridge en inglés) es el nombre de dos puentes que cruzan el río Ohio cerca de Cairo (Illinois) en los Estados Unidos. El puente original, construido por el ingeniero George S. Morison en 1889, constaba de una serie de vigas de celosía, y fue reemplazado por el puente actual en 1952. El puente actual es también un diseño de celosía, que reutilizó en gran parte los pilares del puente original. A partir de 2018, trenes como el Ciudad de Nueva Orleans viajan sobre el río Ohio soportados sobre los mismos antiguos pilares, cuya construcción comenzó en 1887.

## Puente original

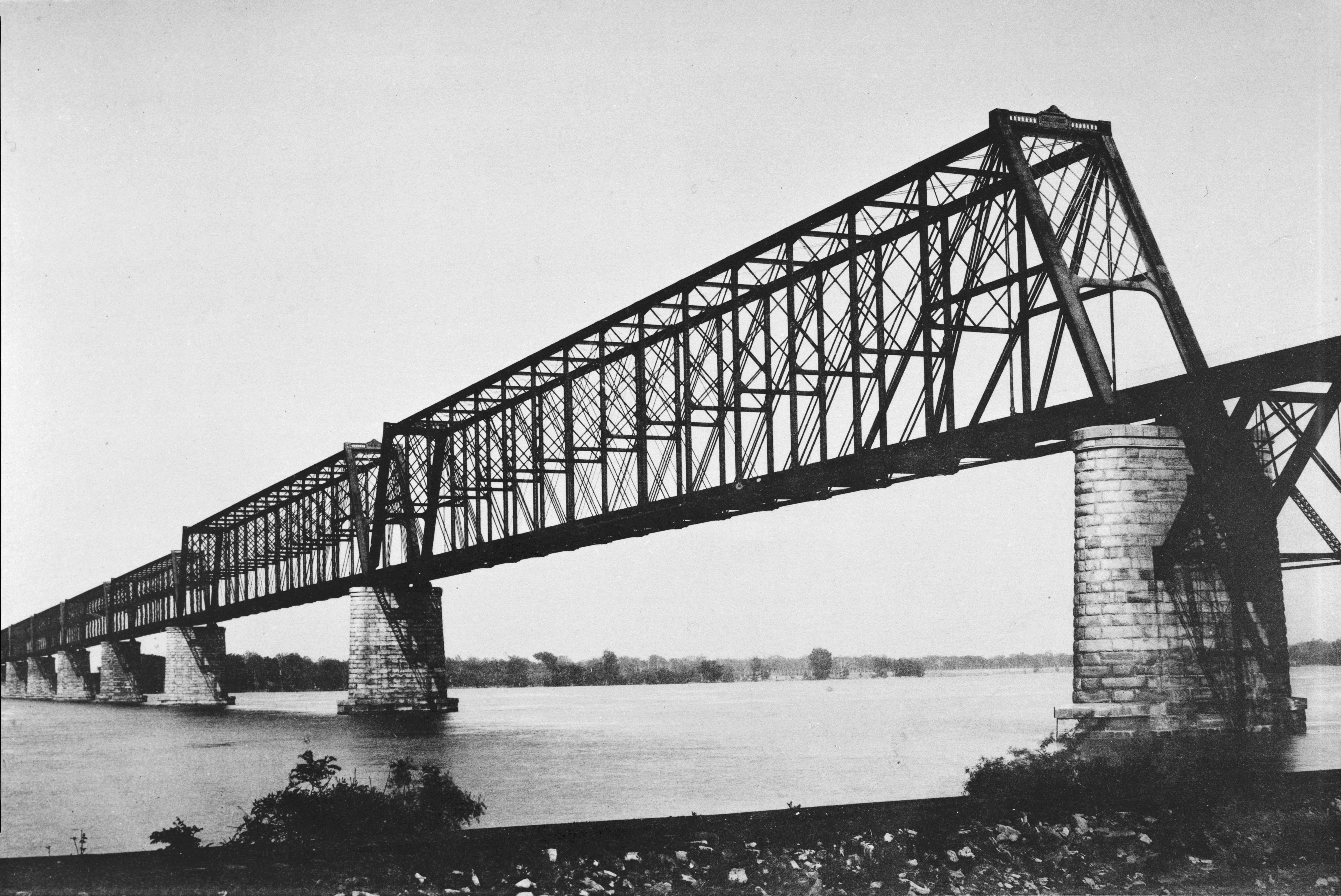
El puente ferroviario de Cairo en 1892

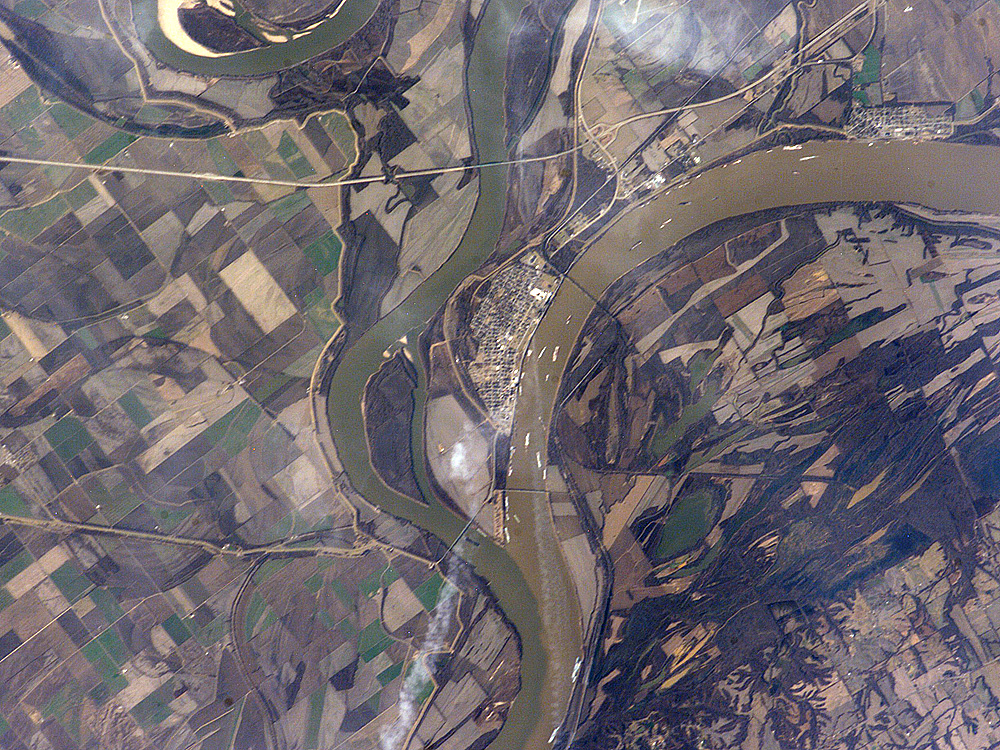
Confluencia de los ríos Misisipi y Ohio en Cairo, Illinois. El puente del ferrocarril se encuentra en la parte superior central de la fotografía

El 1 de julio de 1887 se inició la construcción del primer cajón para ejecutar los cimientos de las pilas del puente. El primer cajón penetró en el terreno del cauce del río a razón de unas 4 pulgadas (10,2 cm) por día. Dos hombres murieron y varios más resultaron gravemente heridos cuando se estaba sellando el primer cajón a una profundidad de 77 pies (23,5 m). A pesar de las mayores precauciones tomadas después de estas muertes, un total de cinco hombres murieron debido al síndrome de descompresión durante las obras. El 19 de febrero de 1889 se completó el último pilar. El primer tren cruzó el puente de Illinois a Kentucky el 29 de octubre de 1889. El trabajo continuó hasta que se entregó al ferrocarril el 1 de marzo de 1890. El costo total de la estructura superó los 2,6 millones de dólares, con casi 1,2 millones para la subestructura. Para cumplir con las regulaciones destinadas a permitir el viaje en barco de vapor por el río Ohio, se requería que el puente estuviera 53 pies (16,2 m) por encima de la marca de la marea alta del río. Esto dio como resultado que la estructura alcanzara casi 250 pies (76,2 m) desde el fondo del cimiento más profundo hasta la parte superior de la estructura de hierro más alta. El puente, la subestructura y superestructura pesaban 194,6 millones de libras (88.270 toneladas), excluyendo los accesos.
El 31 de octubre de 1895, un terremoto de magnitud 6,6 en la Zona sísmica de Nueva Madrid con epicentro en Charleston (Misuri), agrietó un pilar del puente. El terremoto era el más grande en la zona desde 1812, que con una magnitud de 8,3 fue el mayor terremoto registrado en los Estados Unidos continentales.
Los dos tramos principales del puente 518,5 pies (158 m)Cairo fueron los tramos Whipple truss conectados con pines más largos jamás construidos. El muelle IX, el más grande, solo pesó 11 000 toneladas cortas (9979,0 t). En ese momento, el puente era el más grande y costoso jamás realizado en el Estados Unidos. En 10 580 pies (3224,8 m), fue la estructura metálica más larga del mundo. Su longitud total era 20 461 pies (6236,5 m) incluidos los caballetes de madera de aproximación. Su construcción completó el primer enlace ferroviario entre Chicago y Nueva Orleans y revolucionó los viajes ferroviarios de norte a sur en Río Misisipi.

## Lecturas relacionadas
- Cook, Richard J. (1987). The Beauty of Railroad Bridges in North America -- Then and Now. San Marino (California) (USA):  Golden West Books. ISBN 0-87095-097-5.